# NGC 1533
NGC 1533 je galaksija u zviježđu Zlatnoj ribi.

## Vanjske poveznice
- SEDS: NGC 1533